# Ilișești
Ilișești település Romániában, Bukovinában, Suceava megyében.

## Fekvése
A DN 17-es úton, a Moldva folyó völgyében, Ciprian Porumbescu mellett fekvő település.

## Leírása
A Moldva folyó völgyében fekvő település szép erdei környezetben fekszik.  Egykor volt kolostorának csak temploma (Biserica fostei manastiri Ilisesti) maradt fenn, mely 1714-ben épült.

## Híres emberek
- Simeon Florea Marian (1847-1907) - folklorista, néprajzkutató, lelkész, a Román Akadémia tagja.
- Dimitru Ruszu festő (1938)